# Stade Geoffroy-Guichard
Stade Geoffroy-Guichard er et fodboldstadion i Saint-Étienne i Rhône-Alpes-regionen af Frankrig. Stadionet er hjemmebane for Ligue 1-klubben AS Saint-Étienne, og blev indviet 13. januar 1931. Det har plads til 42.000 tilskuere, og alle pladser er siddepladser.

## Historie
Opførelsen af Stade Geoffroy-Guichard begyndte i 1930. Det blev indviet den 13. september 1931, og det er navngivet efter grundlæggeren af Groupe Casino, som har sit hovedkvarter i St. Etienne. Konstruktionen er tegnet af arkitekterne Etienne Thierry Meyer og Michael Saidoun. Oprindelig bestod det af en bane, en 400 meter lang bane til løbekonkurrencer og 1000 siddepladser. Den samlede kapacitet var 1800 tilskuerpladser. Allerede i 1936 blev der tilføjet nye tilskuerpladser, blandt andet ståpladser bag begge mål. Kapaciteten voksede herved til 15.000 tilskuere. I 1956 blev atletikbanen sløjfet og tilskuerne kom herved tættere på banen, i stil med et engelsk fodboldstadion. I 1965 tilføjede man kunstig belysning placeret på 4 tårne af 60 meters højde. Herefter købte bystyret stadion den 17. september 1968. I 1972 blev stadion ombygget med flere omklædningsrum og en række kommercielle faciliteter, som stadig er i brug i 2025.
I 1983 blev der foretaget en omfattende ombygning, fordi St. Etienne skulle være en af værtbyerne op til EM i fodbold 1984. Der blev etableret ca. 15.000 ekstra siddepladser og taget blev udskiftet. Der blev afviklet to kampe, blandt andet Frankrig -Jugoslavien, hvor Michel Platini scorede hat-trick. I forbindelse med VM 1998 var stadionet vært for seks puljekampe. For at leve op til FIFA's standarder blev det renoveret for 100 million francs, ligesom faciliteter uden for selve stadion kostede 60 millioner francs. Desuden var det nu topmoderne stadion vært for kampe ved Confederations Cup i 2003. I 2025 er tilskuerkapaciteten 41. 000.

## Eksterne links
- Wikimedia Commons har flere filer relateret til Stade Geoffroy-Guichard
- The Stadium Guide Stadionprofil